# Europeisk bäralm

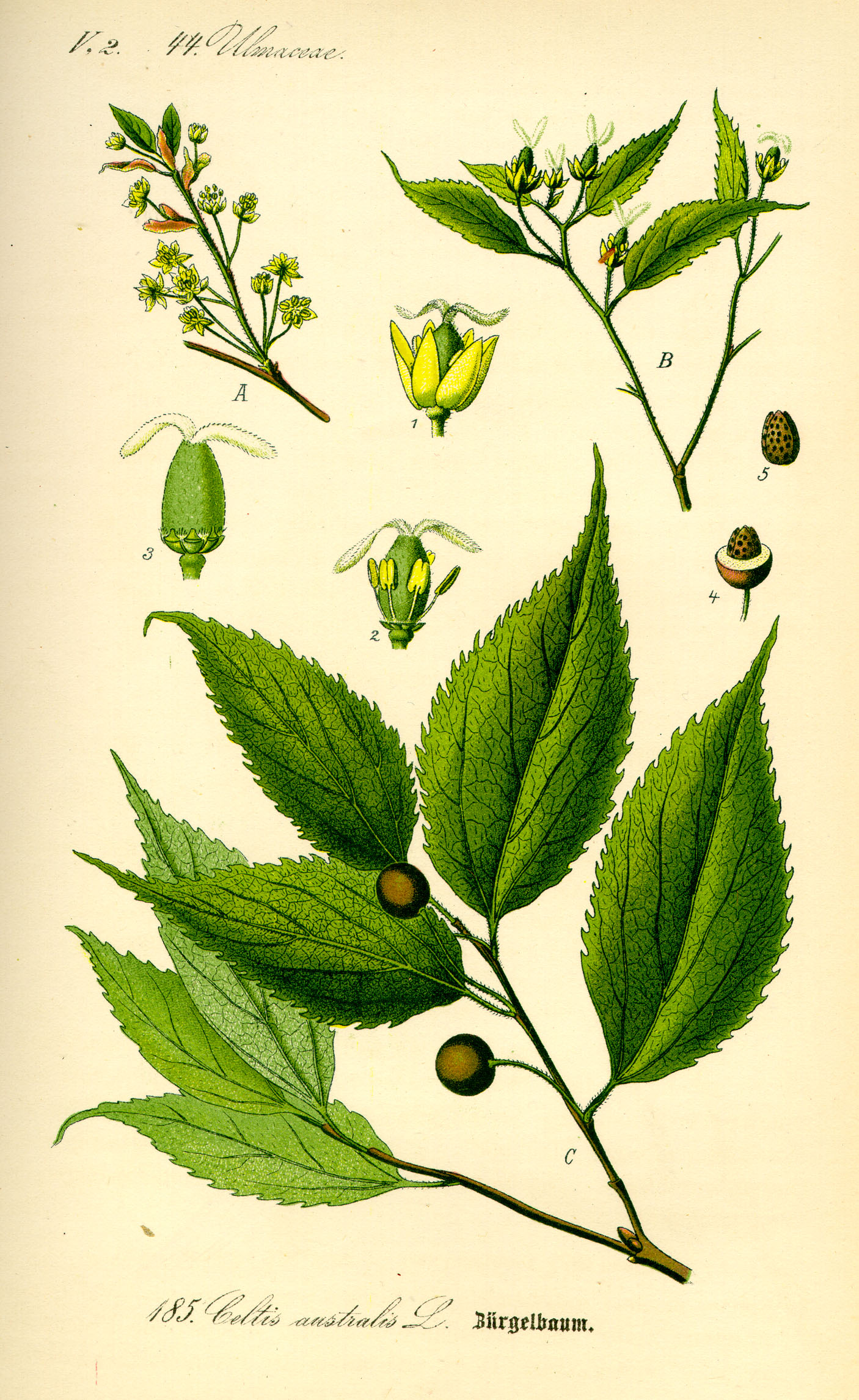
Europeisk bäralm.

Europeisk bäralm även känd som micocoulier de Provence, Celtis australis, är ett lövfällande träd som är inhemskt i södra Europa, Nordafrika och Mindre Asien samt fram till Indien. Den ingår i släktet Bäralmar (Celtis) och familjen hampväxter.
Träden kan bli upp till 25 meter höga. Barken är jämn och grå, närmast elefantgrå. Löven är smala och skarpkantade, 5–15 centimeter långa och mörkgrå/gröna, blekgula innan de faller på hösten. Blommorna är små och gröna och sitter för sig själva eller i små klasar. Frukten är en bärlik och mörkröd, en centimeter stenfrukt, som hänger i små klasar. Bären är mycket uppskattade av fåglar.
Arten introducerades på Kanarieöarna, på Cypern, i Kalifornien och i New South Wales (Australien). Den växer i låglandet och i bergstrakter upp till 2500 meter över havet.
Europeisk bäralm hittas i trädgrupper, ensam på ängar, vid vattendrag och i klippiga regioner. Vanlig är lövskogar tillsammans med träd av lönnsläktet, av eksläktet och med hästkastanj. Förökningen sker med hjälp av frukter eller över rötter. Europeisk bäralm kan leva upp till 1000 år.
Europeisk bäralm planteras ofta i stadsmiljö, eftersom den är tålig mot luftföroreningar och långlivad. 
Arten delas in i underarterna Celtis australis australis och Celtis australis caucasica.

## Hot
Detta träd drabbas av olika växtsjukdomar och parasiter. Spindeldjuret Aceria bezzi skadar unga växtskott. I södra Europa medför svampen Inonotus rickii cancerliknande förändringar. Den drabbas även av sjukdomen Phytophthora megasperma som liknar potatisbladmögel. Hela populationen anses fortfarande vara stabil. IUCN listar arten som livskraftig (LC).

## Användning
Frukten är söt och ätbar, rå eller kokt. 
Dekokter används i behandling av amenorré, kraftiga menstruella blödningar och kolik. Från barken kan extraheras en gul textilfärg.
Träet är segt, böjligt och varaktigt. Det är användbart för skaft till redskap, käppar och ridspön.
Europeisk bäralm odlas fortfarande i Sauve i Gard för användning till bland annat grepskaft.

## Bildgalleri

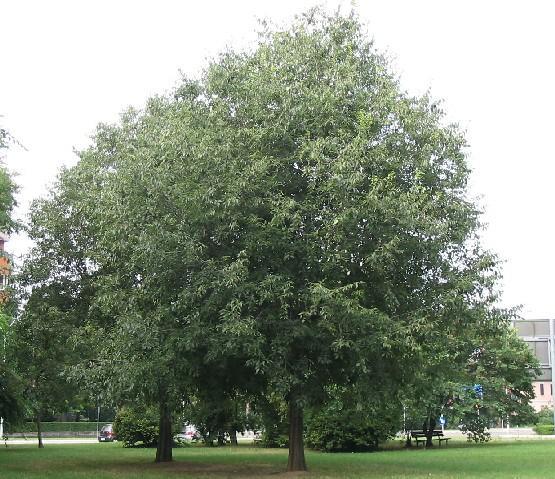
Träd
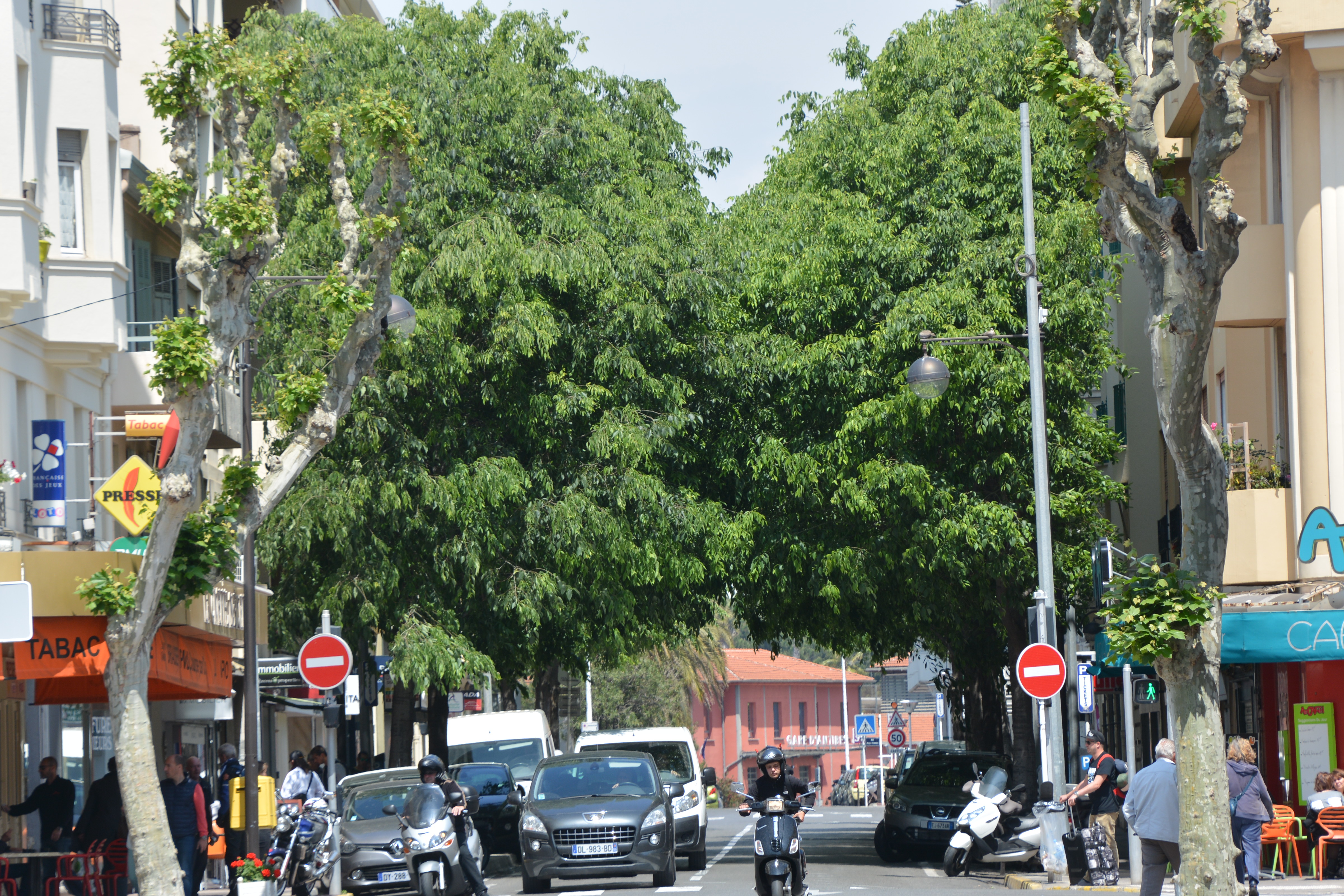
Allé av europeiska bäralmar, Avenue Robert Soleau i Antibes
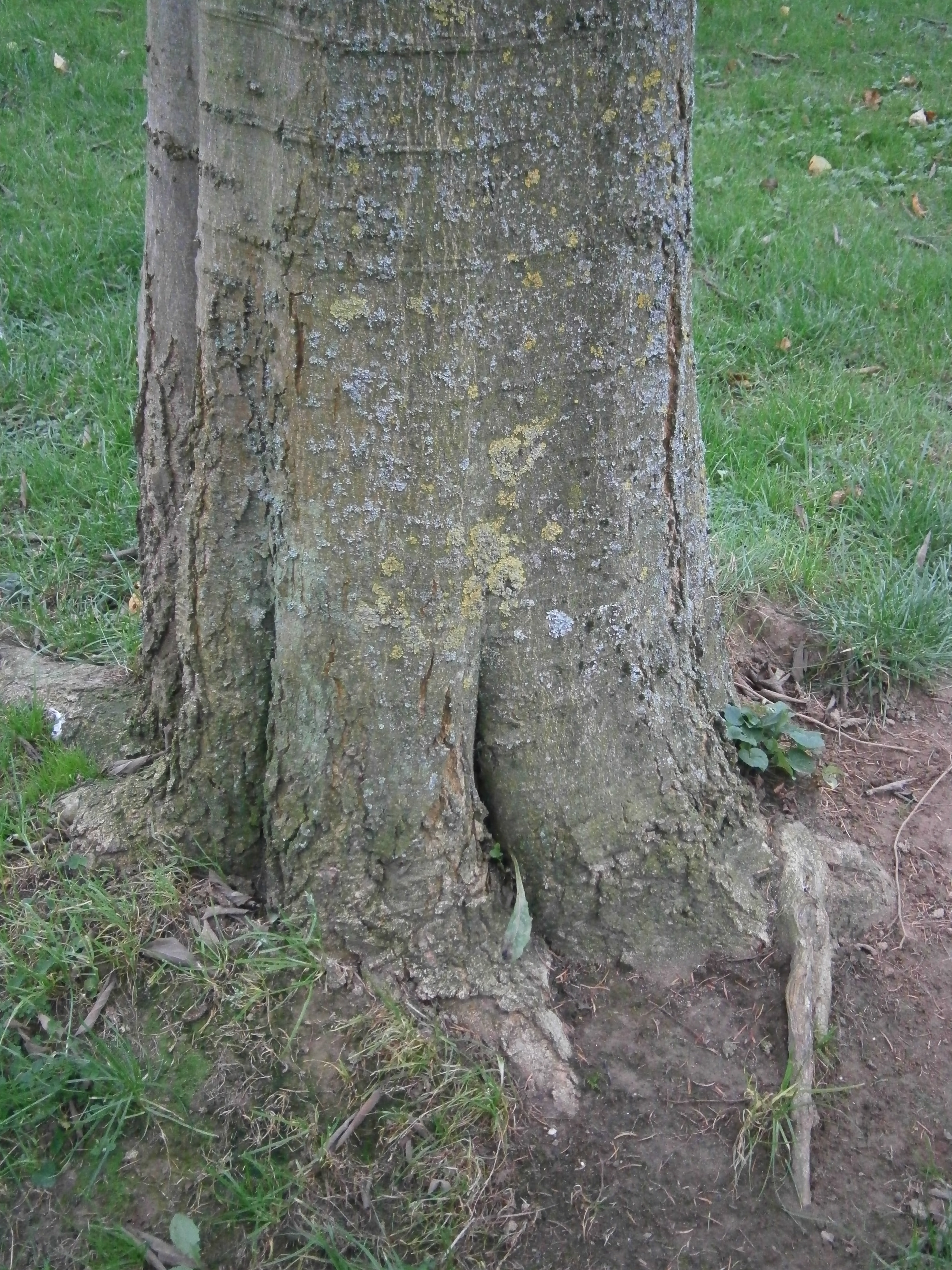
Stam
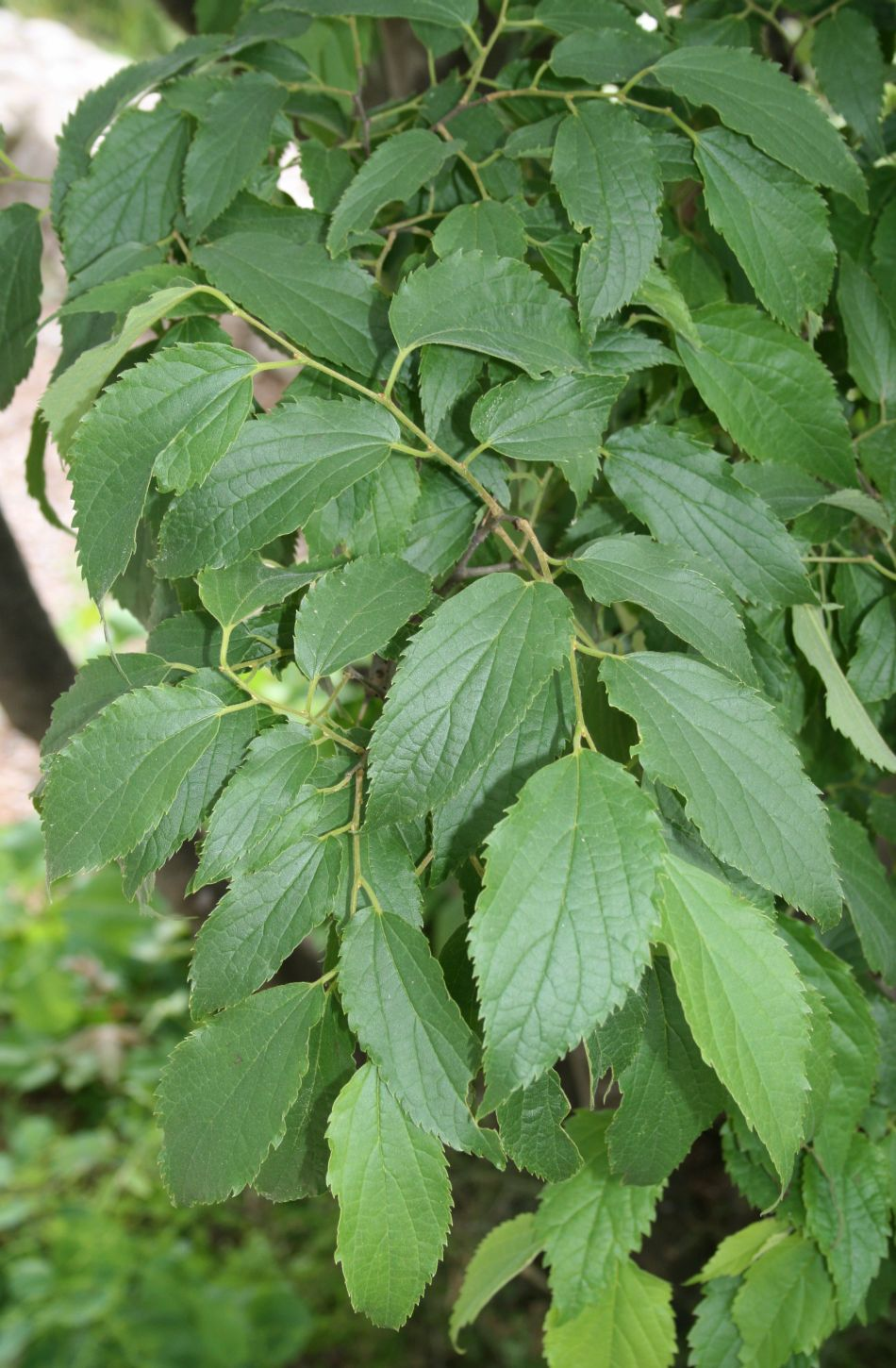
Blad
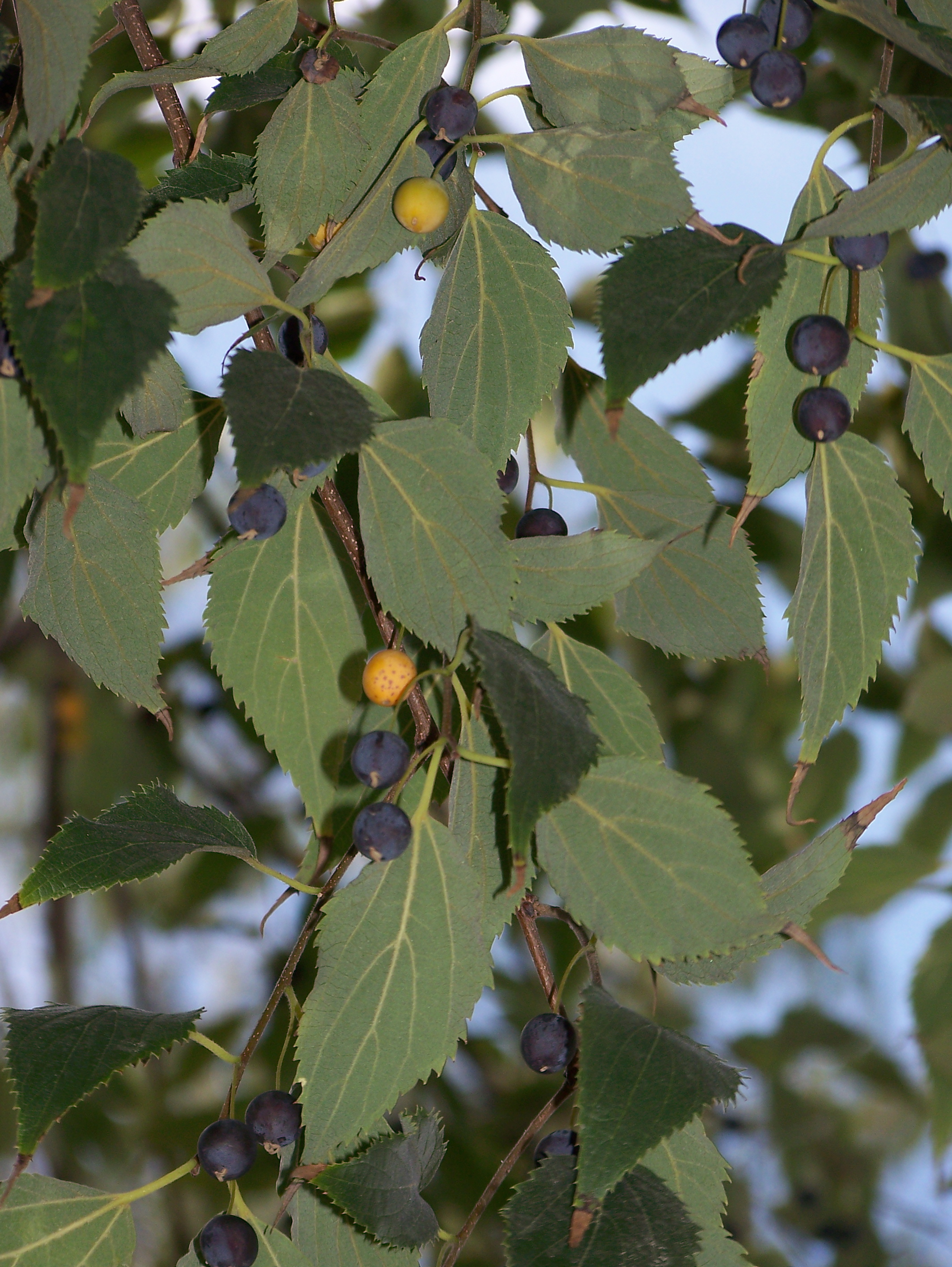
Blad och mogna frukter
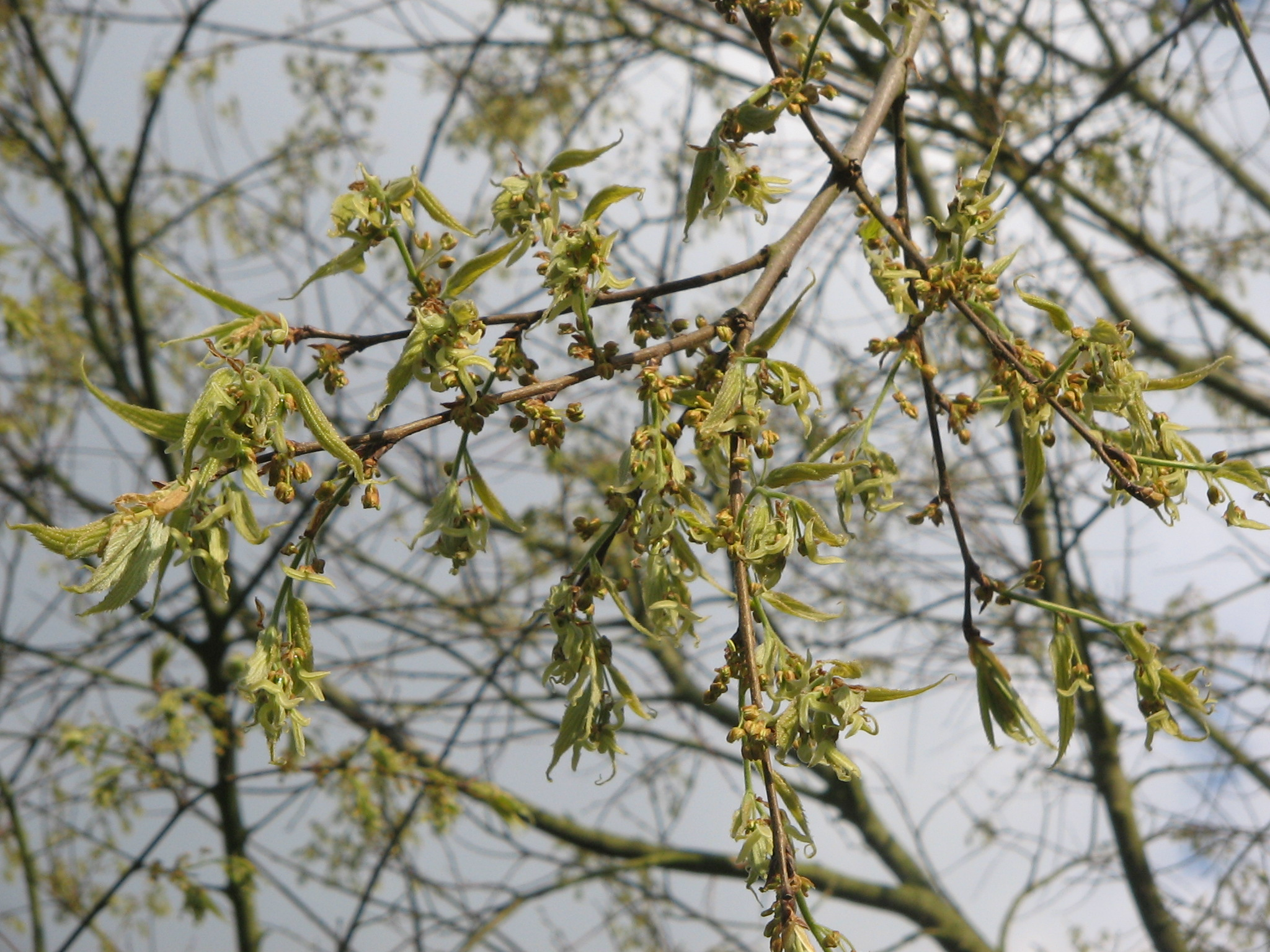
Blommande träd
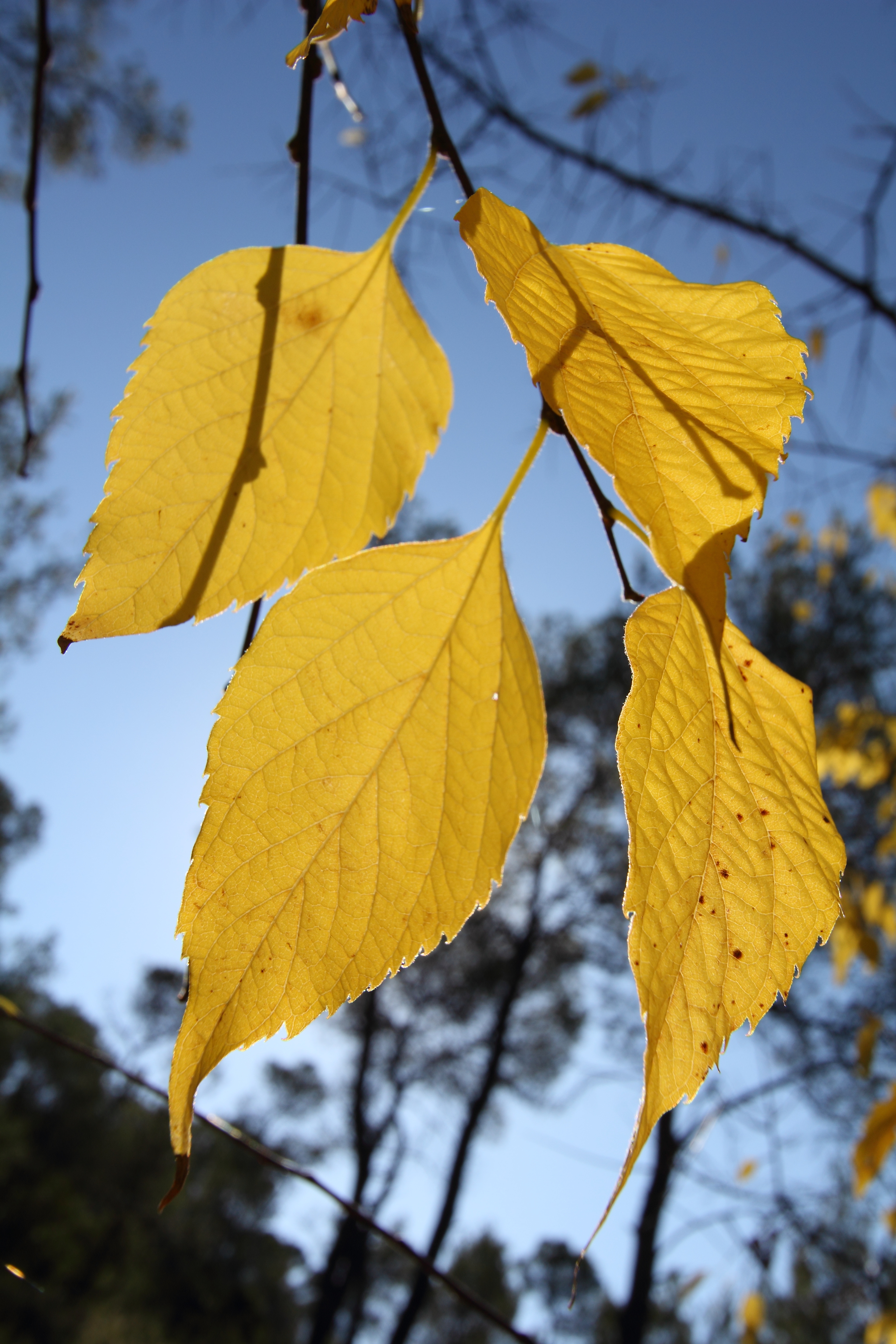
Höstlöv
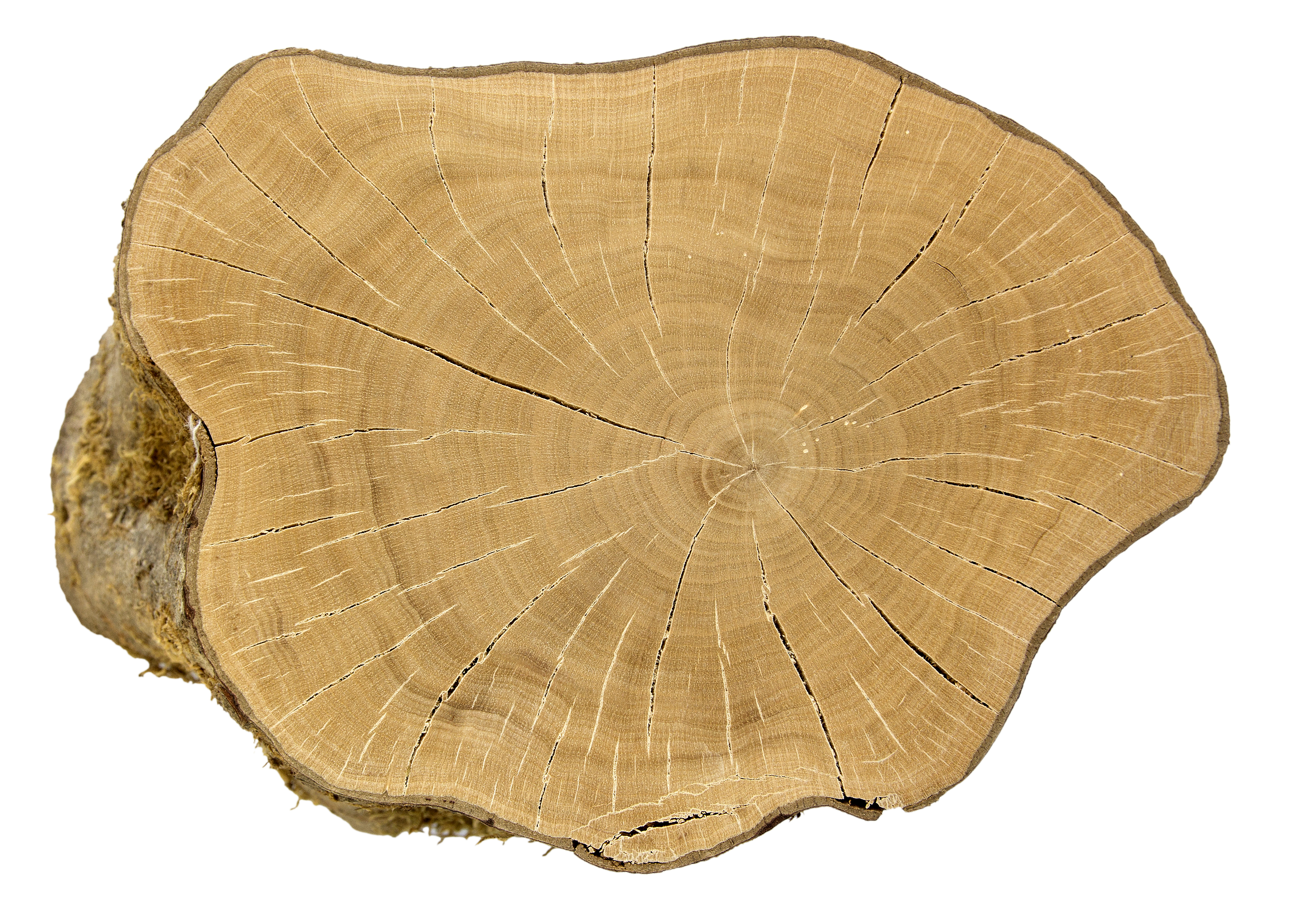
Celtis australis